# Polystoechotes
Polystoechotes es un género de insecto neuróptero en la familia Ithonidae. Por lo menos existen dos especies descriptas en  Polystoechotes.

## Especies
Estas especies corresponden al género Polystoechotes:
- Polystoechotes gazullai Navás, 1924 i c g
- Polystoechotes punctata (Fabricius, 1793) i c g b

Fuentes: i = ITIS, c = Catalogue of Life, g = GBIF, b = Bugguide.net
Cladograma fuente Catalogue of Life:
| Polystoechotes | \| \| Polystoechotes gazullai \| \| \| \| \| \| Polystoechotes punctata \| \| \| \| |
|                | \| \| Polystoechotes gazullai \| \| \| \| \| \| Polystoechotes punctata \| \| \| \| |
|                | Fontecilla                                                                          |
|                |                                                                                     |
|                | Platystoechotes                                                                     |
|                |                                                                                     |
|                | Polystoechotes gazullai                                                             |
|                |                                                                                     |
|                | Polystoechotes punctata                                                             |
|                |                                                                                     |

|  | Polystoechotes gazullai |
|  |                         |
|  | Polystoechotes punctata |
|  |                         |